# بارني أولدفيلد
بارني أولدفيلد (بالإنجليزية: Barney Oldfield)‏ هو سائق سيارة سباق أمريكي، ولد في 3 يونيو 1878 في واوسون في الولايات المتحدة، وتوفي في 4 أكتوبر 1946 في بيفرلي هيلز في الولايات المتحدة.

## وصلات خارجية
- بارني أولدفيلد على موقع Racing-Reference.info (الإنجليزية)
- بارني أولدفيلد على موقع DriverDB.com (الإنجليزية)
- بارني أولدفيلد على موقع IMDb (الإنجليزية)
- بارني أولدفيلد على موقع الموسوعة البريطانية (الإنجليزية)
- بارني أولدفيلد على موقع قاعدة بيانات الفيلم (الإنجليزية)